# AMD Latil
La AMD Latil est un prototype d'automitrailleuse conçu pendant l'entre-deux-guerres par le constructeur français Latil. 

## Historique
La AMD Latil est présentée pour répondre au programme d'automitrailleuse de découverte (AMD) défini en 1931 pour la Cavalerie française. Elle est en concurrence avec la Berliet VUB, la Panhard 178 et la Renault VZ.

## Conception
Il s'agit d'un véhicule à quatre roues motrices et directrices. Le moteur est à l'arrière de la très longue caisse. La voiture dispose de deux postes de conduites (inverseur).
Le moteur est un 8 cylindres en V de 110 ch,.
L'AMD est munie d'une tourelle de l'atelier de fabrication de Vincennes, équipée d'un canon de 25 mm et d'une mitrailleuse Reibel. Il est testé par la commission d'expérimentation de matériel automobile de Vincennes d'avril à juin 1934.
L'AMD Latil se révèle très rapide (102 km/h). Mais la commission observe qu'elle est incapable de quitter les routes et donc inapte à sa mission. C'est la Panhard 178 qui devient en 1935 l'AMD standard de la cavalerie.